# Seznam parkov v Ljubljani
Seznam (javnih) parkov v Ljubljani, kot jih je razglasila Mestna občina Ljubljana in objavila v Uradnem listu.

## A
- Argentinski park
- Arheološki park Emona - Rimski zid, Emonska hiša in Zgodnjekrščansko središče
- Ambrožev trg

## B
- Bloudkov park
- Bežigrajski park
- Barjanski most
- Bloudkov park
- Botanični vrt
- Breg
- BS7 (pri spomeniku)

## C
- Cigaletova-Pražakova
- park CSŠ

## D
- Dijaški park Bežigrad /=? Dijaški park Gimnazije Bežigrad
- Družinski park Muste[1]

## F
- Fabianijev most
- Försterjev vrt
- Fontana poljubov (Pitnik Zupančičeva jama)
- (Grajski park Fužine)

## G
- Grajski drevored /park na Ljubljanskem Gradu, Šance
- Glinškova ploščad
- Grudnovo nabrežje

## H
- Habjanov bajer
- Hrvatski trg

## K
- Knafljev prehod
- park Kodeljevo
- Kolinska (park)
- Kolodvorski park
- Koseški bajer (park)
- Krakovski nasip
- Križanke

## L
- Labirint (Nove Fužine)
- Levstikov trg
- Linhartova promenada
- urbani učni laboratorij na Livadi

## M
- Majaronček
- Miklošičev park
- Muzejski park
- Maistrov park, tudi Kolodvorski park
- Mestni park Rakova jelša[2]
- Družinski park Muste

## N
- Navje

## O
- Ob Erjavčevi
- Ob Mesarski cesti
- Ob Samovi
- Ob Tivolski cesti
- Ob ulici Martina Krpana I
- OŠ Dravlje
- OŠ Maksa Pečarja - Park Herojev

## P
- Park Fužine
- Park Grba
- Park impresionistov
- Park izbrisanih (Rog)
- Park neuvrščenih (nekdanji)
- Park ob Dimičevi
- Park ob Hladilniški poti
- Park ob Karunovi
- Park ob Kumrovški
- Park Palmejeva
- Park Vegova
- Park železničarjev
- Plečnikov trg
- Poljanska
- Pošta Šiška
- Pot ob Savi
- Prešernov trg
- Pri Klopčičevi ulici
- Park slovenske reformacije
- Park Gustava Tönniesa
- Park Arturo Toscanini
- Park Tabor
- Park Antona Codellija[3]
- Park na Prulah
- Park narodnih herojev ali Trg narodnih herojev oz. Valvasorjev park
- Park na Trgu 9. maja
- Park Sveta Evrope (Park med Prešernovo in kulturnim domom Ivana Cankarja)
- Park Špica
- Park Tivoli
- Park Zvezda
- Park železničarjev
- Park Angele Piskernik
- Park literatov
- Park Mihe Potočnika
- Vrt Gruberjeve palače
- Park ob pravoslavni cerkvi ali Trubarjev park
- Park Vižmarje Brod
- Pravoslavna cerkev

## S
- Severni mestni park
- Spominski park NOV na Žalah
- Sodnijski park (Miklošičev park)
- Stadion Stožice

## Š
- Šance
- Šmartinski park
- Šlajmerjev park

## T
- Park Teren - doživljajski park ob Masarykovi cesti in Urbani gozd
- Tomanov park
- Trg narodnih herojev oz. Valvasorjev park
- Trg republike - park na zahodni strani ob spomeniku revolucije
- Trg MDB
- Trnovski pristan

## V
- Valvasorjev park (Muzejski park)
- Vrt ob hiši Tomšičeva 12
- Vrazov trg

## Z
- park Zelena Jama

## Ž
- Žale
- Živalski vrt